# Saab 29 Tunnan
Сааб 29 «Туннан» (швед. Saab 29 Tunnan, flygande tunnan — «літаюча бочка») — шведський винищувач, що був спроектований і вироблявся компанією Saab у 1940-х роках. Він став другим шведським турбореактивним військовим літаком, першим був Saab 21R. Також Saab 29 став першим в Західній Європі після другої світової війни винищувачем зі стрілоподібним крилом. Незважаючи на свій простий зовнішній вигляд та кумедну назву, J 29 був швидким і ефективним літаком для своєї епохи. Він служив, як в ролі винищувача, так і в ролі винищувача-бомбардувальника, аж до 1970-х років.

## Модифікації

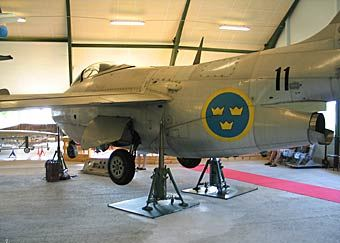
Saab S 29C в авіаційному музеї

J 29
Чотири прототипи збудовані у 1949—1950 роках.
J 29AВинищувач, 224 вироблено з 1951 по 1954 рік;
J 29BВинищувач, 332 вироблено у 1953—1955 роках; збільшені на 50 % паливні баки; точки підвіски під крилом для бомб, ракет та підвісних паливних баків.
A 29BАналогічний J 29B; використовувався в якості штурмовика.
S 29CРозвідувальний («S» від слова Spaning; розвідка, шведською); 76 вироблено з 1954 по 1956 роки; в модифікованій носовій частині було встановлено 5 камер (озброєння знято). Пізніше встановлювалося покращене крило, таке ж, як у J 29E.
J 29DПрототип в одному екземплярі для випробувань турбореактивного двигуна Ghost RM 2A з тягою у режимі форсажу — 27,5 кН.
J 29EВинищувач, 29 вироблено у 1955 році; модифікована конструкція крила для збільшення швидкості.
J 29FВинищувач, 308 літаків конвертовано з модифікацій B та E з 1954 по 1956 рік; двигун Ghost з форсажем та покращене крило; у 1963 році всі наявні літаки були модифіковані для розміщення американських ракет з тепловим наведенням AIM-9B Sidewinder класу «повітря-повітря», що виготовлялися за ліцензією компанією Saab, як Rb 24.

## Оператори

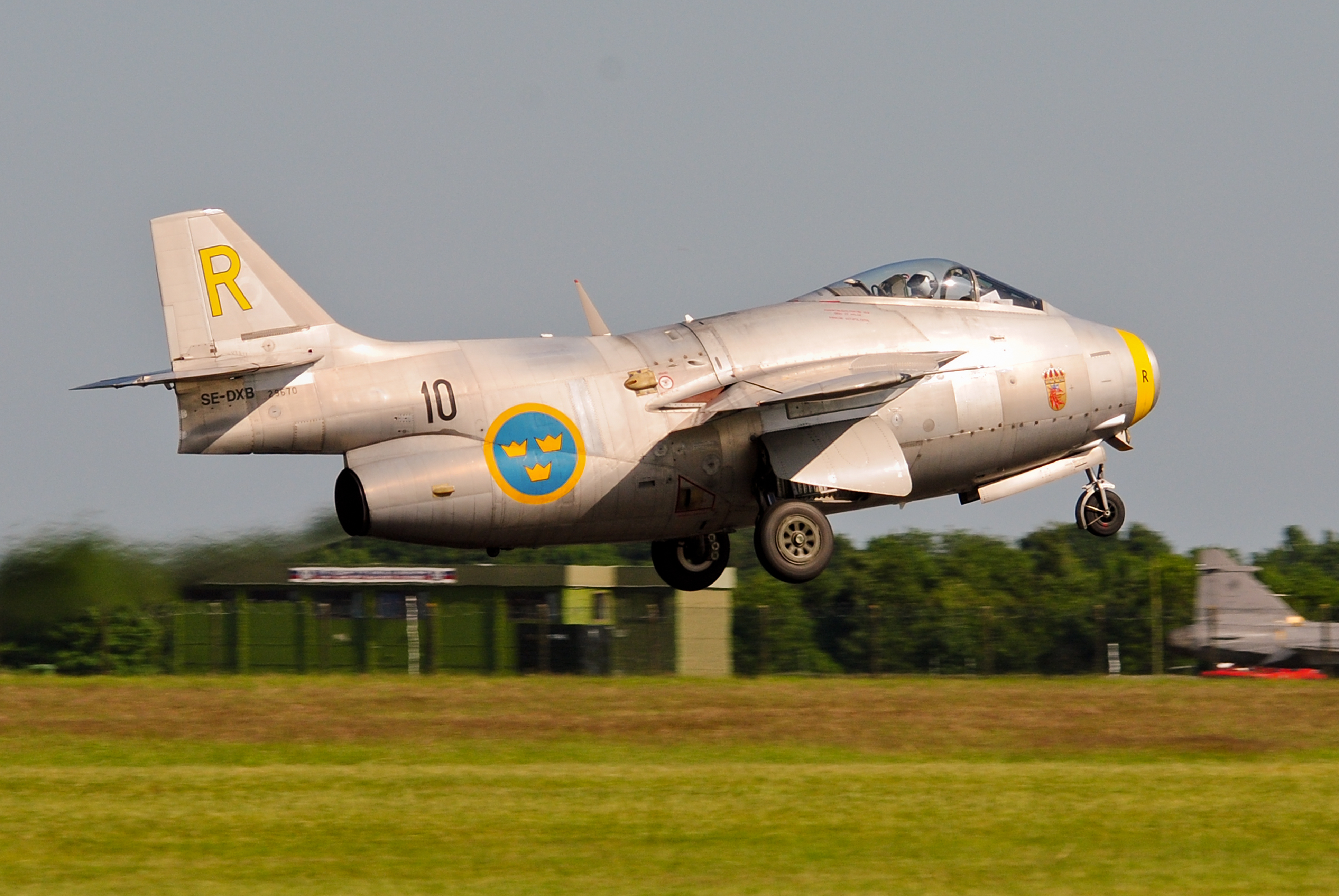
Saab J-29, під час авіашоу на авіабазі RAF Waddington у 2013 році

Австрія
- Повітряні сили Австрії

 Швеція
- Повітряні сили Швеції
  - F 3 Malmslätt[6]
  - F 4 Frösön[6]
  - F 6 Karlsborg[6]
  - F 7 Såtenäs[6]
  - F 8 Barkarby[6]
  - F 9 Säve[6]
  - F 10 Ängelholm[6]
  - F 11 Nyköping[6]
  - F 12 Kalmar[6]
  - F 13 Norrköping[6]
  - F 15 Söderhamn[6]
  - F 16 Uppsala[6]
  - F 21 Luleå[6]

 ONUC
- Повітряні сили Швеції
  - F 22 Congo[6]

## Технічні характеристики

Проєкції Saab 29 Tunnan

|                       | J 29A                 | A/J 29B               | S 29C                 | J 29E                 | J 29F        |
| Довжина               | 10,227 м              | 10,227 м              | 10,227 м              | 10,227 м              | 10,227 м     |
| Висота                | 3,75 м                | 3,75 м                | 3,75 м                | 3,75 м                | 3,75 м       |
| Розмах крила          | 11,00 м               | 11,00 м               | 11,00 м               | 11,00 м               | 11,00 м      |
| Площа крила           | 24,00 м²              | 24,00 м²              | 24,00 м²              | 24,15 м²              | 24,15 м²     |
| Маса порожнього       | 4 580 кг              | 4 640 кг              | 4 700 кг              | 4 600 кг              | 4 845 кг     |
| Макс. злітна маса     | 7 530 кг              | 8 170 кг              | 8 000 кг              | 8 170 кг              | 8 375 кг     |
| Максимальна швидкість | 1 060 км/год          | 1 060 км/год          | 1 060 км/год          | 1 060 км/год          | 1 075 км/год |
| Двигун                | Svenska Flygmotor RM2 | Svenska Flygmotor RM2 | Svenska Flygmotor RM2 | Svenska Flygmotor RM2 | RM2B         |
| Тяга двигуна          | 22,24 кН              | 22,24 кН              | 22,24 кН              | 22,24 кН              | 27,58 кН     |